# Vichairachanon Khadpo
Vichairachanon Khadpo (in thai: วิชัย ราชานนท์; 3 marzo 1968) è un ex pugile thailandese.

## Palmarès

### Olimpiadi
- 1 medaglia:
  - 1 bronzo (Atlanta 1996 nei pesi gallo)

### Giochi asiatici
- 2 medaglie:
  - 2 bronzi (Pechino 1990 nei pesi mosca; Hiroshima 1994 nei pesi mosca)

### Giochi SEA
- 2 medaglie:
  - 2 ori (1991 nei pesi mosca; 1995 nei pesi gallo)